# Gnomonia intermedia
Gnomonia intermedia är en svampart som beskrevs av Rehm 1908. Gnomonia intermedia ingår i släktet Gnomonia och familjen Gnomoniaceae.   Inga underarter finns listade i Catalogue of Life.
I den svenska databasen Dyntaxa används istället namnet Ophiognomonia intermedia för samma taxon.  Arten är reproducerande i Sverige.